# Sol LeWitt
Sol LeWitt (9. září 1928 – 8. dubna 2007) byl americký minimalistický malíř, sochař a kreslíř.

## Život
Narodil se roku 1928 do rodiny ruských židovských emigrantů ve městě Hartford v americkém státě Connecticut. Jeho otec zemřel, když mu bylo šest let. V roce 1949 získal bakalářský titul na Syracuse University a roku 1951 odešel do korejské války. Později pracoval jako noční recepční v newyorském Muzeu moderního umění. Zde se setkal s mnoha podobně smýšlejícími lidmi a počátkem šedesátých let začal vystavovat i svá vlastní díla. Ve své tvorbě se nechal inspirovat anglickým fotografem Eadweardem Muybridgem. Zemřel roku 2007 v New Yorku ve věku 78 let na komplikace s rakovinou.